# Georges Chapouthier
Pour les articles homonymes, voir Chapouthier.
Georges Chapouthier, de son nom de plume Georges Friedenkraft, né le 27 mars 1945 à Libourne, est un  neurobiologiste et un philosophe, poète et écrivain, français. 
Professionnellement parlant, il est (nommé en 2012) directeur de recherche émérite au CNRS, spécialisé en neurosciences.

## Biographie
Georges Chapouthier est le fils de Fernand Chapouthier (1899-1953), helléniste et archéologue, qui fut directeur adjoint de l'École normale supérieure de 1948 à 1953, et d'Odette Mazaubert (1913-1994), connue sous le nom de « Carquelin » pour ses écrits en langue saintongeaise. Après des études à Paris, d'abord au lycée Montaigne, où il fut l'ami de Patrice Chéreau, puis au lycée Louis-le-Grand, il effectue une « prépa bio » au lycée Saint-Louis et intègre l'École normale supérieure (section Sciences) en 1964, la même année qu'Yves Colin de Verdière, Antoine Danchin, Alain Juppé ou encore Michel Zink.
Il est titulaire d'un doctorat d’État en sciences naturelles obtenu en 1973 avec une thèse intitulée Essais de transfert par voie chimique d'informations acquises par le cerveau : étude critique (Strasbourg, Université Louis Pasteur), et d'un doctorat d’État en lettres obtenu en 1986 avec une thèse intitulée Essai de définition d'une éthique de l'homme vis-à-vis de l'animal (Lyon, Université Jean Moulin).
Marié à la journaliste malaisienne Wan Hua Goh (1945-2020), il est père de quatre enfants.
Presque toute sa carrière s'est déroulée au CNRS. Depuis 2012, il est directeur de recherche émérite,,.
Sa formation de biologiste et de philosophe explique la double activité qui a été la sienne.
C'est en outre un auteur d'expression poitevine-saintongeaise dans sa variété saintongeaise.

### Biologie
Il a travaillé, en pharmacologie, principalement sur la mémoire et l'anxiété. Ses recherches, menées en collaboration avec notamment  Jean Rossier et Patrice Venault, montrent notamment que les molécules anxiogènes (celles qui causent l'anxiété) améliorent, lorsqu'elles sont administrées à doses faibles, les aptitudes à mémoriser, ce qui suggère que l'état normal du cerveau est une anxiété légère. En revanche, les mêmes molécules anxiogènes, administrées à des doses fortes, déclenchent des anxiétés néfastes, voire de crises d'épilepsie. Tous ces phénomènes se rattachent aussi à des prédispositions génétiques que l'on peut mettre en évidence chez la souris. En parallèle, Chapouthier s'est occupé, sous l'égide de Goéry Delacôte, en juin 1984, de l'exposition du CNRS sur la communication.
Chapouthier s'est également intéressé à la manière de comprendre, avec le regard d'un biologiste, certains concepts fondamentaux en épistémologie (réalité, créativité), ainsi qu'à effectuer des synthèses sur les grands problèmes de sa discipline.

### Philosophie
Il a étudié la complexité des organismes vivants, pour laquelle il a montré l’utilité épistémologique du concept de mosaïque, ainsi que l'animalité, les rapports de l’humanité et de l'animalité,,, la notion de droits de l’animal, ou les ressemblances et les différences entre l'animal et la machine.
Dans ce domaine, il fut notamment l'élève de Louis Bourgey et de François Dagognet.

### Poésie
Il a beaucoup œuvré pour le rapprochement en poésie de l'Europe et de l'Extrême-Orient. Nombre de ses poèmes adoptent des formes d'origine japonaise comme le haïku (ou haïkou), le renga, le haïbun (ou haïboun) ou le tanka. En France, il a beaucoup contribué à la Revue de l'ACILECE et a contribué depuis sa création à la Revue Jointure. Ses articles et ses poèmes ont été publiés par de nombreux périodiques asiatiques.
Il est, avec Jacques Arnold, Jean-Pierre Desthuilliers, Daniel Sauvalle, Michel Martin de Villemer et quelques autres poètes, un des cofondateurs de l'association La Jointée, qui a notamment publié pendant vingt ans la revue littéraire Jointure.
Georges Friedenkraft a participé à l’organisation, à Ipoh en Malaisie, en Octobre 2013, du 33e Congrès Mondial des Poètes, organisé sous la présidence de Wan Hua Chapouthier, sous l’égide de l’Académie Mondiale des Arts et de la Culture (WAAC) et avec l’aide l’Institut Darul Ridzuan (Perak, Malaisie). Sous son nom civil (Chapouthier), Friedenkraft a notamment dirigé, en collaboration avec le poète malaisien Malim Ghozali PK, l’anthologie du Congrès, qui a publié, en langue anglaise, près de 200 poètes du monde entier.

### Autres domaines d'intérêt
Membre du conseil d'administration de La Fondation droit animal, éthique et sciences, il est l'auteur de nombreux articles sur le bien-être animal, ainsi que d'un ouvrage (Le chercheur et la souris) retraçant son rôle en tant que scientifique et son recours aux animaux pour la recherche.
Il est vice-président de la Société française de Zoosémiotique depuis 2018.
En collaboration avec sa femme, Wan Hua Goh-Chapouthier, il a publié de nombreux articles sur la culture française dans la presse d'Asie du Sud-Est.
Enfin, originaire de Saintonge, il a écrit des textes en saintongeais dans la revue Aguiaine de la SEFCO (association où il a créé le prix "Carquelin-Chapouthier") et un livre dans cette langue.

## Publications

### Principaux ouvrages
- L'inné et l'acquis des structures biologiques, J.-J. Matras, G. Chapouthier, collection "Le Biologiste", Presses Universitaires de France éditeur, Paris, 1981, 243 pages  (ISBN 978-2130370123)
- Au bon vouloir de l'homme, l'animal, G. Chapouthier, Denoël, Paris, 1990, 260 pages  (ISBN 978-2207236574)
- L'homme, ce singe en mosaïque, G. Chapouthier, préface de Patrick Blandin, Éditions Odile Jacob, Paris, 2001, 211 pages  (ISBN 978-2738109774)
- Kant et le chimpanzé : essai sur l'être humain, la morale et l'art, Belin, Paris, 2009, 144 pages  (ISBN 978-2701146980). Prix « Achille Urbain » 2010 de l’Académie vétérinaire de France. Édition espagnole : Kant y el chimpancé, Proteus, Espana, 2011,148 pages  (ISBN 978-8415047551) ; édition serbe : Kant i simpanza, Dereta, Serbie, 2012, 154 pages  (ISBN 978-867346878-5))
- O faut bin rigoler in p'tit !, Blagues mises en langue saintongeaise, Illustrations Ludovic Nadeau, Postface de présentation de la langue de l'auteur par Éric Nowak, Éditions des régionalismes, Monein (France), 2010, 70 pages  (ISBN 978-2846186636)
- L’homme, l’animal et la machine : perpétuelles redéfinitions, G. Chapouthier, F. Kaplan, CNRS Éditions, Paris, 2011, 220 pages  (ISBN 978-2271070722). Édition de poche : CNRS Éditions, collection « Biblis », 2013  (ISBN 978-2-271-07675-5)
- Le chercheur et la souris, G. Chapouthier, F. Tristani-Potteaux, CNRS Éditions, Paris, 2013, 208 pages  (ISBN 978-2-271-07818-6)
- Mondes mosaïques – Astres, villes, vivant et robots, J. Audouze, G. Chapouthier, D. Laming, P.Y. Oudeyer, CNRS Editions , 2015, 214 pages,  (ISBN 9782271-080554)
- Sauver l'homme pour l'animal, 2020, éditions Odile Jacob,  (ISBN 978-2738151018)

#### Principaux ouvrages en poésie
- Un, deux, trois, nous n’irons au bois, poème bilingue français-anglais, illustrations de Wan Hua Goh-Chapouthier, Éditions Poésie Vivante, Genève, 1977
- Images d'Asie et de femmes - Poèmes pour l'exotisme en amour, Éditions La Jointée, Paris, 2001[16], Prix Blaise Cendrars 2002 de la Société des poètes français
- Esquisse d'une femme de sève, haïkus, illustré par Robert Chazal, Éditions Association Française de Haïku, Nancy, 2005
- En collaboration avec Majima Haruki, Adaptation en français d'une partie du célèbre texte de Matsuo Bashō et ses élèves, Sarumino (« L'imperméable de paille du singe »), Éditions Association Française de Haïku, 2011
- Sur les sentiers du songe - poèmes pour mettre la vie en musique, publié à l'occasion du Prix Robert-Hugues Boulin 2015, attribué à Friedenkraft pour l'ensemble de son œuvre, Editions Thierry Sajat, France, 2015,  (ISBN 978-2351575352) ; Prix Ginyu Haiku 2016,Tokyo
- Naître, deux fois - haïbouns entre humour et fantaisie, Editions Unicité, Saint-Chéron, France, 2016,  (ISBN 978-2-37355-068-9)

### Principaux articles
- G. Chapouthier, Protein synthesis and memory, dans J. A. Deutsch (ed.), Physiological basis of memory, 2nd ed., Academic Press, New York, 1983, Chapter l, p. 1-47
- L. Prado de Carvalho, G .Grecksch, G. Chapouthier, J. Rossier, Anxiogenic and non-anxiogenic benzodiazepine antagonists, Nature, 1983, 301, 64-66
- P. Venault, G .Chapouthier, L. Prado de Carvalho, J. Simiand, M. Morre, R. H. Dodd, J. Rossier, Benzodiazepine impairs and ß-carboline enhances performance in learning and memory tasks, Nature, 1986, 321, 864-866
- G. Chapouthier, J.-M. Launay, P. Venault, C. Breton, P. Roubertoux, W. E. Crusio, Mice selected for differences in sensitivity to a benzodiazepine receptor inverse agonist, Brain Res., 1998, 787, 85-90
- E. M. Lepicard, P. Venault, F. Perez-Diaz, C. Joubert, A. Berthoz, G. Chapouthier, Balance control and posture differences in the anxious BALB/cByJ mice compared to the non anxious C57BL/6J mice, Behav. Brain Res., 2000, 117 (1-2), 185-195
- G. Chapouthier, P. Venault, A pharmacological link between epilepsy and anxiety ?, Trends Pharmacol. Sci., 2001, 22(10), 491-493
- G. Chapouthier, P. Venault, GABA-A Receptor Complex and Memory Processes, Medicin. Chemistry Reviews online, 2004, 1, 91-99
- G. Chapouthier, To what extent is moral judgement natural ?, Eur. Review (GB), 2004, 12(2), 179-183
- P. Venault, G. Chapouthier, From the Behavioral Pharmacology of Beta-Carbolines to Seizures, Anxiety and Memory, TheScientificWorldJournal, 2007, 7, 204-223, on line (www.thescientificworld.com)
- G. Chapouthier, Qu’est-ce qu’un biologiste aujourd’hui ?, Pour la Science, 2008, 366, 30-33
- G. Chapouthier, Le respect de l’animal dans ses racines historiques : de l’animal-objet à l’animal sensible, Bull. Acad. Vet. France, 2009, 162 (1), 5-12
- G. Chapouthier, Mosaic structures : a working hypothesis for the complexity of living organisms, E-Logos (Electronic Journal for Philosophy), University of Economics, Prague, 2009, 17, http://nb.vse.cz/kfil/elogos/biocosmology/chapouthier09.pdf
- I. Viaud-Delmon, P. Venault, G. Chapouthier, Behavioral models for anxiety and multisensory integration in  animals and humans, Progress in Neuro-Psychopharmacology & Biological Psychiatry  (online), 2011, 35, 1391-1399
- G. Chapouthier, Mosaic structures in living beings in the light of several modern stances, Biocosmology - Neo-Aristotelism (online), 2012, 2(1-2), 6-14[17]
- G. Chapouthier, Animal Rights, Encyclopedia of Global Bioethics (online)DOI 10.1007/978-3-319-05544-2_22-1, Springer Science+Business Media Dordrecht 2014
- G. Chapouthier, Article "Animal" (GP, Grand Public), Encyclopédie philosophique online, 2016, http://encyclo-philo.fr/
- G. Chapouthier, Article "Animal" (A, Niveau Académique), Encyclopédie philosophique online, 2017,http://encyclo-philo.fr/animal-a/

### Participation à des éditions collectives de poésie

#### Publication sur des sites littéraires
- sur le site Écrits...vains ? : Étreinte, décembre 2001 et Au lieu de ça (haïboun), juin 2011[18]

#### Articles dans des e-revues
- Plastir, Revue Transdisciplinaire de Plasticité Humaineno 5 : Comment on devient scientifique et poète, et Style et esprit des Haikus en français
- L'âne rouge, trois poèmes[19]
- Haïku sans frontières, onze haïku [20]
- Sur le site de Silvaine Arabo[21], parmi 64 poètes contemporains...
- Anthologie du portail adamantane.net, avec une page de présentation[22]

#### Passage en revues
- Dans la revue-affiche Le corps du text', no 1, Stat1on, des haikus[23]
- Dans Gong, revue de l'Association Française de Haïku
- Dans Jointure, de manière régulière
- Dans Le Cerf-Volant, de manière régulière

#### En anthologie
- Jointhologie, INVITATION AU VOYAGE, Éditions La Jointée, 1990
- Éros en poésie, Éditions Libraire-Galerie Racine, 2002
- Le Chant des Villes, anthologie du manoir des poètes sous la direction de Maggy de Coster, Éditions Dianoïa, Diffusion: Les Presses Universitaires de France, 2006
- Poetic Encounter (Editor : Ernesto Kahan), Sept poètes internationaux en chinois, anglais, espagnol et français, La Jointée éditeur, Paris, 2010
- Couleur Femme, Éditions « Les Poètes Français », Paris, 2010
- Anthologie Terpsichore, 2012
- Renaissance de la Maison des Ormes (sous la direction de Christine Guilloux), La Gazette 89 Éditions, France, 2013

## Pour approfondir